# Kasogonaga
Kasogonaga es un espíritu femenino que vive colgado del cielo y es el responsable de la lluvia, según la mitología de los pueblos nómadas del Chaco.
Estos pueblos no tenían una cosmogonía, sino que adoraban distintos espíritus responsables de los aspectos de la Naturaleza. Kasogonaga era de los más importantes, dado que la caza dependía en gran parte de la temporada de lluvias.  
Una variante del mito considera a Kasonaga una hormiga roja, creadora de los espíritus y de la primera pareja humana. 